# Вудланд (Мисисипи)
Вудланд (енгл. Woodland) град је у америчкој савезној држави Мисисипи.

## Демографија
По попису из 2010. године број становника је 125, што је 34 (-21,4%) становника мање него 2000. године.
| Група             | 2000.      | 2010.      |
| Белци             | 73 (45,9%) | 59 (47,2%) |
| Афроамериканци    | 71 (44,7%) | 60 (48,0%) |
| Азијати           | 0 (0,0%)   | 0 (0,0%)   |
| Хиспаноамериканци | 15 (9,4%)  | 6 (4,8%)   |
| Укупно            | 159        | 125        |